# Isabel de Valois (reina de España)
Isabel de Valois, Isabel de Francia o Isabel de la Paz - (en francés, Élisabeth de France; Fontainebleau, 2 de abril de 1545-Aranjuez, 3 de octubre de 1568), princesa francesa, la tercera esposa del rey Felipe II de España —fruto del Tratado de Cateau-Cambresis que estableció la paz entre España y Francia— y reina consorte de España desde 1559 hasta su muerte.

## Primeros años
Isabel de Valois era la segunda hija del rey Enrique II de Francia y Catalina de Médici. Sus padres influyeron en Isabel, ella siempre tuvo un especial cariño a su padre, y a lo largo de su vida su madre también tuvo una gran influencia. Ya viviendo en España, hubo una fluida correspondencia entre madre e hija, en donde Catalina, le daba consejos de todo tipo (relaciones con su marido, súbditos, medicinas, etc). La infancia de Isabel pasó en la guardería real francesa, donde su padre insistió en que compartiera su habitación con su futura cuñada, María, reina de Escocia, que era aproximadamente tres años mayor. Aunque Isabel tuvo que dar prioridad a María (debido a que María ya era una reina coronada), las dos seguirían siendo amigas cercanas por el resto de sus vidas. Pasó sus primeros años en una corte renacentista, llena de lujo, donde el arte predominaba en todos los ámbitos.
Isabel de Valois tuvo una especial relación con sus padres, pero por quien sentía adoración, era por su padre el rey Enrique II de Francia. Por eso la relación que mantuvo su padre con su amante Diana de Poitiers, que se hizo pública en 1536, siempre le disgustó. Enrique dio el castillo de Chenonceau, que Catalina quería para ella, a su amante, quien además se situó en el centro del poder. Esta relación marcaría la personalidad de Isabel de Valois, que se vería reflejada en su matrimonio, cuando sufrió alguna infidelidad por parte de su marido, siempre pensaba en el daño que hizo Diana a su madre, y le hacía sufrir mucho, porque no quería pasar por la misma situación. 
A medida que Isabel de Valois iba creciendo, se iba convirtiendo en una pieza clave para las políticas matrimoniales de la monarquía francesa. La reina Catalina planeó un matrimonio ventajoso, y el primer pretendiente de Isabel fue Eduardo VI de Inglaterra, pero falleció prematuramente en 1553. Este matrimonio buscaba la alianza con los ingleses, siendo bien visto por ambas monarquías, porque era una manera de unir fuerzas y poder oponer más resistencia al poder español. Pronto aparecería un nuevo proyecto matrimonial que culminaría las ambiciones de su madre, y encima con la nación más poderosa en esos momentos: España. España y Francia eran dos naciones enemigas, ya que ambas buscaban ostentar el máximo poder en Europa.

## Compromiso con el príncipe de Asturias
Tras la repentina muerte de Eduardo VI, su prometido sustituto fue el príncipe Carlos, al decidir Francia y España hacer las paces mediante una unión matrimonial. El 3 de abril de 1559 se firmaba en Cateau-Cambrésis un tratado, que pretendía eliminar todas las causas de discordia entre Francia y España, consiguiendo una paz justa en la que no hubiera ni ganadores ni perdedores. Las dos partes principales renunciaban a algo pero obtenían otra cosa, jurándose perpetua amistad entre reyes, sucesores y súbditos. La verdadera garantía del tratado de Cateau-Cambrésis, la constituía el matrimonio.
El desarrollo físico del príncipe Carlos era deficiente, a causa de haber enfermado de malaria a los 11 años, lo que le provocó un desarrollo anómalo de la columna vertebral y las piernas, de modo que no podía caminar erguido y cojeaba. Felipe II pensó en casarlo con María I de Escocia, un matrimonio arriesgado, pues suscitaría la enemistad de Francia, Inglaterra y posiblemente del Sacro Imperio Romano Germánico. Estas razones, unidas a la personalidad del príncipe, hicieron que Felipe fuese enfriando las negociaciones. Por otro lado, Carlos quería gobernar los Países Bajos de los Habsburgo como su padre le prometió en 1559, pero la inestabilidad en aquellos territorios unida a la desconfianza del monarca, hicieron que incumpliese dicha promesa, y de hecho ni siquiera lo convocó para tratar la cuestión.
El padre de Carlos, Felipe II, se había casado con María I de Inglaterra, no tenía ningún sentimiento amoroso hacia ella y solo buscó la alianza matrimonial por intereses políticos y estratégicos. María murió sin descendencia el 17 de noviembre de 1558 y Felipe no deseaba cortar su relación con Inglaterra, por lo que le envió una propuesta de matrimonio a la hermana de su difunta esposa, Isabel I de Inglaterra. Sin embargo, ella tardó en contestar, y en ese momento supo que Felipe también estaba considerando una alianza con la casa Valois. Además, un informe llegó a la corte de Felipe: Isabel “tenia algo que la incapacitaba para el matrimonio”; al parecer sufría una malformación genital con carencia de reglas y aplasia vaginal. Es por esto que Felipe II, al quedar viudo por segunda vez, con la inminente necesidad de conseguir un heredero varón sano, y habiendo rechazado a la nueva reina inglesa, decide modificar los planes de la alianza entre Carlos e Isabel, siendo él mismo quien se convirtió en esposo de la joven princesa francesa.
Las posteriores acusaciones vertidas sobre la supuesta infidelidad de Isabel con Carlos de Austria, y la teoría de que su muerte fue provocada por este motivo, no tienen ningún fundamento histórico, ya que por el contrario, Felipe II confió ciegamente en su esposa. Prueba de esa confianza, es que en 1565, la envió en misión diplomática a Francia, acompañada por el duque de Alba, para que Catalina de Médici cambiara la orientación de su política frente a los protestantes. A pesar de que las conversaciones de Bayona no tuvieron éxito, Felipe no tuvo reproches por la actuación de Isabel, de hecho, fue la única de sus esposas que participó en la política del reino.

## Matrimonio y reina de España

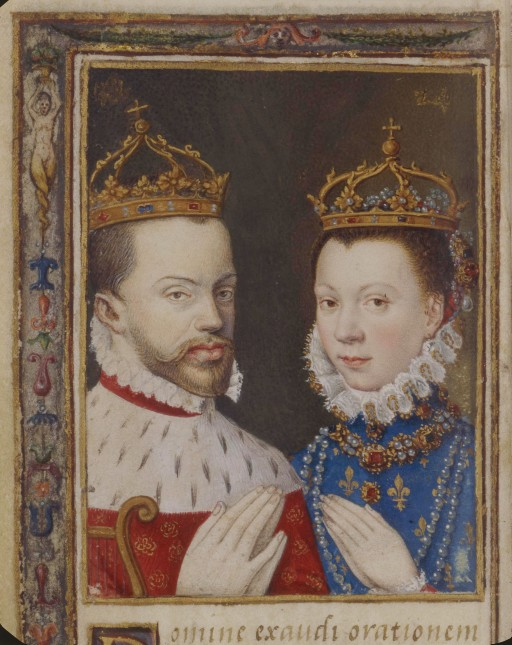
Los reyes españoles en su coronación.

Teniendo el rey los naturales deseos de conocer a la novia en persona lo antes posible, y siendo contraria a las buenas costumbres y al protocolo cualquier cita previa a la ceremonia, los caballeros de su cámara se las ingeniaron para que pudiese entreverla desde una tribuna oculta. 
La boda por poderes tuvo lugar el 22 de junio de 1559 en París. El rey Felipe II, fue representado por Fernando Álvarez de Toledo y Pimentel, el Gran Duque de Alba. Hubo una gran celebración, y como parte de la tradición de la época, los novios debían consumar el matrimonio de forma casi inmediata. Sin embargo, Felipe estaba ausente, por lo que, en la noche de bodas, no fue a su esposo, sino al duque de Alba a quien Isabel recibió en su habitación. Estuvo presente un numeroso grupo de nobles franceses para ser testigos de lo que sucediese en la habitación, y también estuvieron presentes los reyes de Francia, padres de Isabel. El duque realizó un acto simbólico para semejar la consumación del matrimonio, sin existir un contacto físico real. El acto culminó con una reverencia del duque a Isabel, quien desde entonces generó un profundo resentimiento por él. El 2 de febrero se celebró la misa de velaciones, ya que la ceremonia del casamiento no la incluía. 
A las ventajas políticas que contenía la alianza, se unía la esperanza de que Isabel de Valois fuera tan prolífica como su madre, Catalina, quien había dado nueve hijos a Enrique II. Al momento de esta unión ella tenía solo 13 años y el rey tenía 33. Los 13 años, a punto de cumplir los 14, de la princesa francesa no eran causa de escándalo en los matrimonios reales de la época, ya que éstos suponían un compromiso vital cuya consumación se posponía a la edad núbil. Con un año menos se había casado su hermana Claudia, y su madre a los 14. Con el enlace, llegaría el fin de las diferencias entre estos países. Era una paz muy deseada por todos, de esta manera a la joven Isabel se le llamó de manera cariñosa y popular entre el pueblo español, como Isabel de la Paz.
Entre los festejos por la celebración, se incluyó un torneo, en el cual su padre, Enrique resultó gravemente herido, pues la lanza del conde de Montgomery, que justaba con Enrique, penetró en el ojo del rey. Murió unos días después, el 10 de julio de 1559. Isabel estaba presente cuando sucedió el accidente. La muerte de su padre el rey Enrique II, no solo causó un sufrimiento incomparable a Isabel, sino también propició que la marcha su viaje a España, se retrasase. Ella le guardaría luto hasta el momento en que llegó a España.
En su boda, conoció a la pintora Sofonisba Anguissola y a Ana de Mendoza, quienes vivirían con ella el resto de su vida y tendrían gran influencia sobre la joven reina. Felipe II nombró a Anguissola dama de honor y pintora de la corte de su reina. Bajo la tutela de Anguissola, Isabel mejoró sus habilidades de pintura aficionada. Anguissola también influyó en las obras artísticas de sus futuras hijas, Isabel Clara Eugenia y Catalina Micaela, durante su tiempo en la corte. Su dama de compañía, Claude de Vineulx, la acompañó a España y a menudo escribió informes sobre la salud de Isabel a su madre, Catalina. Isabel fue descrita como tímida y muy asombrada por su formidable madre, pero hay evidencia en las cartas de que Catalina era tierna y amorosa hacia ella. Si bien se reconoce que su hermana, Margarita y su futura cuñada, María eran más bonitas que ella, Isabel todavía era considerada una de las hijas atractivas de Catalina. Las relaciones de Isabel con los miembros de su nueva familia fueron en todo momento cordiales. La reina fue una de las mejores amigas de Juana de Austria, y trató con cariño a su ahora hijastro, Carlos.

## Relación con Felipe

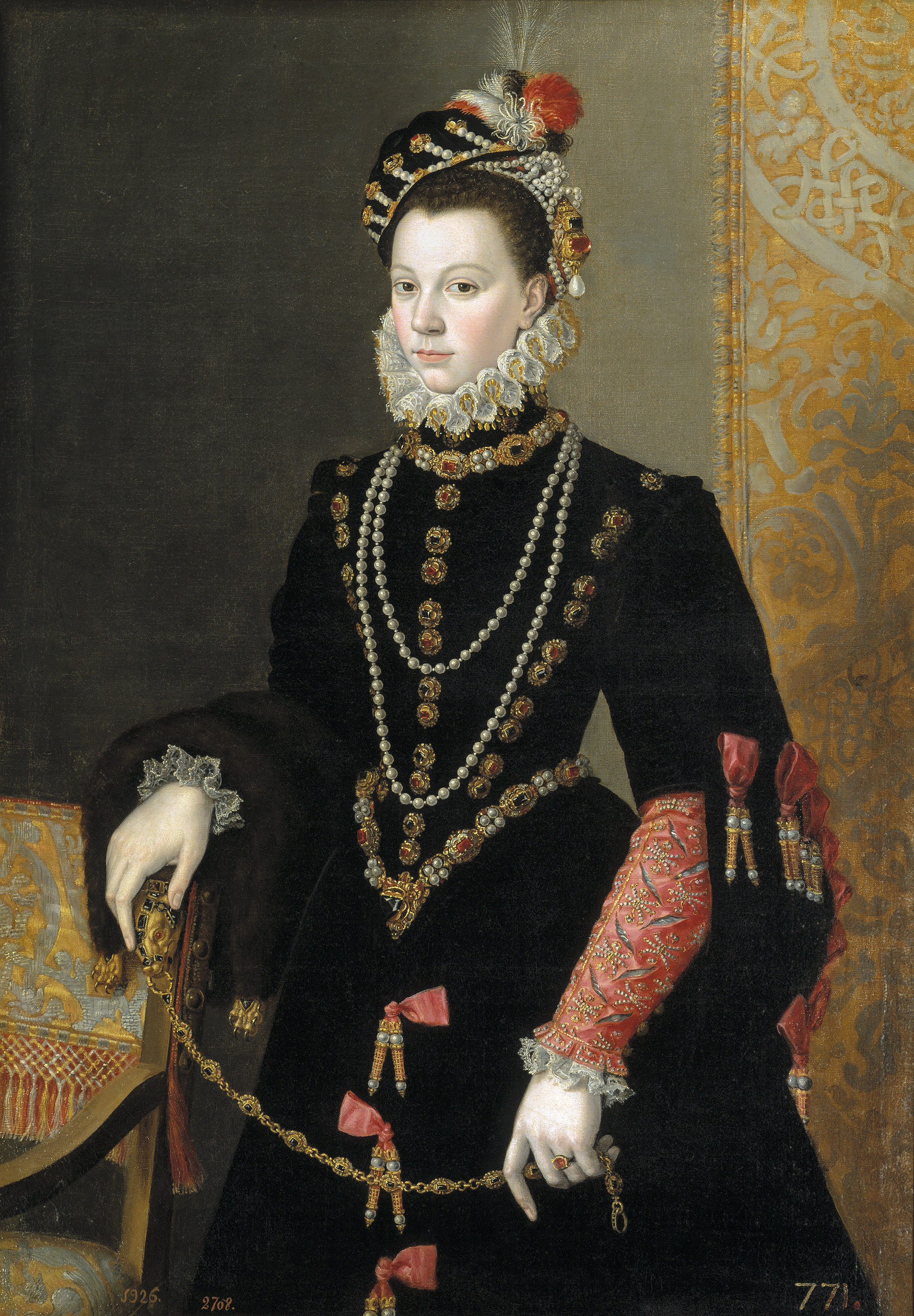
Retrato de Isabel. Sofonisba Anguissola, Museo del Prado (Madrid).

Isabel pisó territorio español por primera vez, el 6 de enero de 1560, al llegar a Roncesvalles, donde se quitó el luto blanco propio de las reinas del norte de Europa. El 2 de febrero de ese mismo año, se celebró la ceremonia oficial entre los esposos. Se casaron en el Palacio del Infantado o Palacio de los Duques del Infantado, de la ciudad de Guadalajara (España). España tendría reina francesa, conocida como Madame Elisabeth y no como Isabelle. Sus especiales dotes la exceptuarían desde muy pronto de la francofobia de sus súbditos.
El matrimonio tardó un año en consumarse, hasta que se produjo la menarquia de la reina. La antigua superstición europea, prescribía que una doncella no podía iniciar las relaciones sexuales antes de esta. Durante la obligada abstinencia, el rey le fue infiel con algunas damas de la corte.
Entre las amantes del rey estaba Isabel Osorio (1522-1589), dama de compañía de la hermana de Felipe II, Juana. Tuvo dos hijos, Bernardino y Pedro, de los que nunca dio el nombre del padre. Entre 1559 y 1564, Eufrasia de Guzmán también fue amante de Felipe II, coincidiendo con el tiempo en que el Rey debía esperar a que su esposa cumpliese el requisito de hacerse mujer para consumar el matrimonio. En 1564 se quedó embarazada presuntamente del Monarca, quien, para silenciar los rumores, la obligó a casarse con Antonio Luis de Leiva, III príncipe de Áscoli. Felipe dotó a Eufrasia y la boda se celebró en la primavera de 1564 en la capilla del Alcázar de Madrid, siendo los padrinos la propia Isabel de Valois y don Juan de Austria. La reina supo de estos amoríos y sufrió mucho, pues le trajeron recuerdos dolorosos de su infancia, al recordar la relación de su padre con Diana de Poitiers.

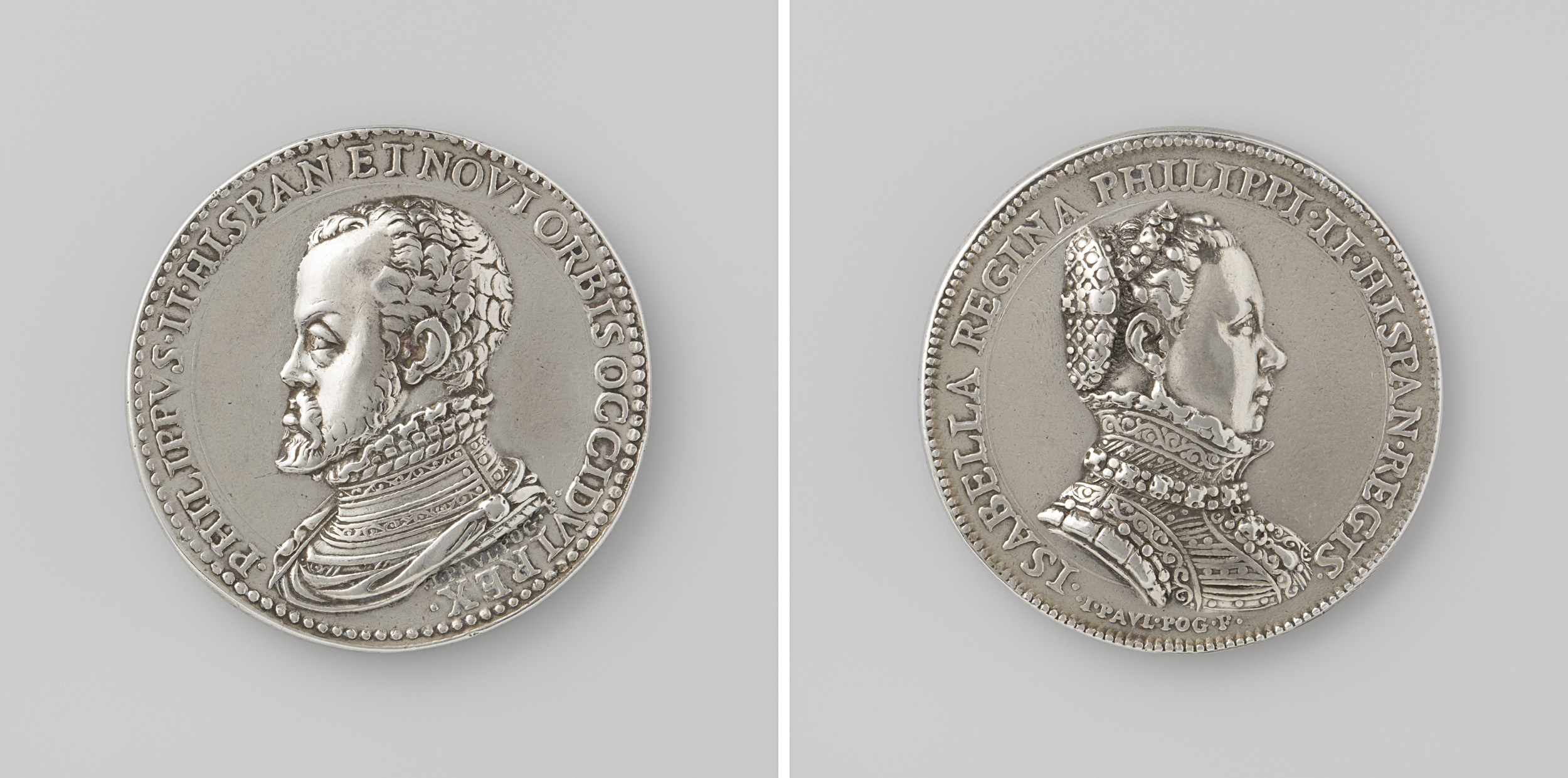
Monedas con la inscripción de los reyes.

La tardía menarquia de la reina se convirtió en una gran preocupación para toda la corte española, y también de la francesa. En las cortes europeas, era habitual dar publicidad a las primeras reglas de las jóvenes princesas, infantas o reinas, por lo que se sabe con exactitud que Isabel tuvo su primer sangrado el 11 de agosto de 1561. Nada más terminar la menstruación de Isabel de Valois, esa misma noche se consumó el matrimonio. Al principio existen lógicos problemas en la pareja, como sabemos por las cartas que los embajadores franceses escriben a la madre de Isabel: “La constitución del Rey causa grandes dolores a la Reina, que necesita mucho valor para evitarlo”. Al iniciar las relaciones íntimas, Felipe estaba completamente encantado con su novia de 14 años, y en 1564 había renunciado a sus infidelidades definitivamente. Se crearon lazos de profundo afecto y estrecharon su convivencia, al punto de nacer amor genuino entre los monarcas. A pesar de la significativa diferencia de edad, Isabel también estaba bastante satisfecha con su esposo (En cartas a su madre, se proclamó afortunada de haberse casado con un príncipe tan encantador). A pesar de lo aburrida que le parecía la corte de España, tan diferente a la francesa, en una carta enviada a su madre afirmó:

Este lugar me parecía uno de los más aburridos del mundo. Pero os aseguro, Señora, que tengo un marido tan bueno y soy tan feliz que aun cuando fuese cien veces más aburrido, yo no me aburriría nada.

Según el biógrafo del rey Henry Kamen, la nueva reina influenció la vida personal y política de Felipe:

Isabel era una adolescente con cabello negro y ojos brillantes, con inmensa vivacidad y energía. Ella trajo la energía de su juventud a su esposo. Pasó mucho tiempo con ella e incluso discutió asuntos de su trabajo. A pesar de esto, hay algunas dudas sobre si tuvieron una relación emocional profunda. Todas las historias de amor optimistas provienen de una sola fuente: los embajadores franceses que estaban ansiosos por demostrar a su gobierno que el matrimonio fue un éxito.

Pese a los informes de que Felipe tuvo relaciones extramaritales mientras estuvo casado con Isabel, tal como lo había hecho en sus matrimonios anteriores, la vida doméstica de la pareja parecía ser bastante armoniosa a los ojos del observador, lo que respaldaba las afirmaciones de los embajadores franceses de que el rey amaba a su reina. Felipe estaba muy apegado a su esposa, manteniéndose cerca de ella incluso cuando enfermó de viruela. Felipe disfrutaba organizando torneos caballerescos para entretener a su esposa y estuvo dispuesto a complacer muchos de sus deseos. Los reyes fueron descritos como felices y su vínculo matrimonial como sólido, a pesar de que dormían y comían separados, según indicaba la rígida etiqueta borgoñona, que seguía la corte en España.

## Vida en la corte
Con la llegada de Isabel de Valois a la corte española, el Renacimiento entró en España, principalmente en su sobria corte. Catalina de Médici había preparado un gran séquito francés para acompañar a su hija, pero el rey devolvió parte a Francia y colocó personal español en la casa de la reina, para que la nueva soberana aprendiera el idioma y costumbres, pero también para evitar una excesiva influencia extranjera. Isabel de Valois fue una apreciada consejera de su esposo en la política con Francia, donde la presencia de los hugonotes protestantes incidía en el vecino Flandes español, y a través de una correspondencia regular con su madre, era los ojos y oídos de esta en la corte española. El rey decidió que fuera su representante en la conferencia de Bayona celebrada allí en 1565, enviándola a entrevistarse con su madre, donde no dudó en defender los intereses españoles, al punto que su madre exclamó: "Muy española venís!"
Isabel procuraría adaptarse, pero algunos aspectos de la vida y costumbres españolas nunca los llegaría a apreciar, echando de menos el bullicio y la brillantez de la corte francesa, los frondosos bosques y los sofisticados y cómodos palacios renacentistas que construyera su abuelo Francisco I. La nueva reina era una consumada amazona, que disfrutaba de la equitación y de la caza, aficiones tradicionales entre los miembros de la casa real española, pero significativamente parecidos a los de Catalina de Médici, introductora en Francia de una nueva silla de montar femenina. En Occidente, desde al menos inicios de la Edad Media las mujeres montaban "a la amazona", sentadas de lado con las piernas juntas, ya que montar a horcajadas o "a la jineta" se consideraba indecoroso, perjudicial para la fertilidad femenina y tampoco la indumentaria, con largos y pesados vestidos, lo facilitaba. En el siglo XIII surgió la jamuga, una silla con respaldo y brazos para mejorar la comodidad de la dama, pero esta seguía sentada de lado, lo que se volvía incómodo en trayectos largos, y, lo principal, no podía controlar su montura, necesitando la constante ayuda de un palafrenero que guiaba su caballo, burro o mula. Era una equitación pasiva debido a una posición que impedía ejercer ninguna acción sobre la montura.
Pero en el Renacimiento las damas quieren participar más activamente en las cacerías, "tomar las riendas". Algunas damas intrépidas incluso se atrevieron a montar a horcajadas durante la caza, como la misma Diana de Poitiers, a pesar de las fuertes críticas. Catalina de Médici fue la introductora de una silla mejorada para no perderse las jornadas de caza con su esposo Enrique II, la silla de corneta fija. La posición de la amazona cambia por completo, la corneta evita que la dama resbale hacia la izquierda, la pierna izquierda se gira hacia el eje del cuello del caballo, sostenida por un fino estribo, y así los hombros y caderas de la mujer se orientan en dirección a la marcha. Con la mejorada posición, la amazona toma las riendas pudiendo dirigir los movimientos de la montura, ganando gracia y solidez, siendo posible no solo pasear a caballo, si no cazar activamente conjugando feminidad y deportividad.
La corte española se instalaría de manera definitiva en el Alcázar de Madrid, luego de que Isabel expresara su desagrado por el Alcázar de Toledo, donde vivieron seis meses. Fue así que Madrid se convirtió en la capital del reino español. Esta decisión de Felipe II fue por muchos motivos; por la buena situación geográfica de la ciudad respecto al resto de España, su buen abastecimiento de agua, y el complacer los deseos de su esposa.  La salud de Isabel, que se había visto afectada, mejoró de manera notable con el cambio de ciudad.
Isabel de Valois también introdujo en la corte española el gusto por las artes, patrocinando pintores, músicos y poetas. Entre sus damas de compañía trajo a Sofonisba Anguissola, amiga y su profesora de dibujo. La reina alternaba la moda francesa y la española, usaba las mejores sedas y terciopelos, nunca repitió vestido y su madre le enviaba periódicas remesas de los mejores perfumes franceses e italianos. Algunos consejeros advirtieron a Felipe sobre los efectos de estos excesos de guardarropa en las arcas reales, pero el enamorado Felipe los ignoró. Su sucesora Ana de Austria, cuarta esposa del rey, sufrió después las consecuencias al ser obligada a la austeridad en sus gastos personales.

## Ascendientes
| \| \| \| \| \| \| \| \| \| \| \| \| \| \| \| \| \| \| \| \| 16. Juan de Orleans \| \| \| \| \| \| \| \| \| \| \| \| \| \| \| \| \| \| \| \| \| \| \| \| \| \| \| \| \| \| \| \| \| \| \| \| \| \| \| \| \| \| \| \| \| \| \| \| \| \| \| \| \| \| 8. Carlos de Orleans \| \| \| \| \| \| \| \| \| \| \| \| \| \| \| \| \| \| \| \| \| \| \| \| \| \| \| \| \| \| \| \| \| \| \| \| \| \| \| \| \| \| \| \| \| \| \| \| \| \| \| \| \| \| 17. Margarita de Rohan \| \| \| \| \| \| \| \| \| \| \| \| \| \| \| \| \| \| \| \| \| \| \| \| \| \| \| \| \| \| \| \| \| \| \| \| \| \| \| \| \| \| \| \| \| \| \| \| \| \| \| \| \| \| 4. Francisco I de Francia \| \| \| \| \| \| \| \| \| \| \| \| \| \| \| \| \| \| \| \| \| \| \| \| \| \| \| \| \| \| \| \| \| \| \| \| \| \| \| \| \| \| \| \| \| \| \| \| \| \| \| \| \| \| 18. Felipe II de Saboya \| \| \| \| \| \| \| \| \| \| \| \| \| \| \| \| \| \| \| \| \| \| \| \| \| \| \| \| \| \| \| \| \| \| \| \| \| \| \| \| \| \| \| \| \| \| \| \| \| \| \| \| \| \| 9. Luisa de Saboya \| \| \| \| \| \| \| \| \| \| \| \| \| \| \| \| \| \| \| \| \| \| \| \| \| \| \| \| \| \| \| \| \| \| \| \| \| \| \| \| \| \| \| \| \| \| \| \| \| \| \| \| \| \| 19. Margarita de Borbón \| \| \| \| \| \| \| \| \| \| \| \| \| \| \| \| \| \| \| \| \| \| \| \| \| \| \| \| \| \| \| \| \| \| \| \| \| \| \| \| \| \| \| \| \| \| \| \| \| \| \| \| \| \| 2. Enrique II de Francia \| \| \| \| \| \| \| \| \| \| \| \| \| \| \| \| \| \| \| \| \| \| \| \| \| \| \| \| \| \| \| \| \| \| \| \| \| \| \| \| \| \| \| \| \| \| \| \| \| \| \| \| \| \| 20. Carlos I de Orleans \| \| \| \| \| \| \| \| \| \| \| \| \| \| \| \| \| \| \| \| \| \| \| \| \| \| \| \| \| \| \| \| \| \| \| \| \| \| \| \| \| \| \| \| \| \| \| \| \| \| \| \| \| \| 10. Luis XII de Francia \| \| \| \| \| \| \| \| \| \| \| \| \| \| \| \| \| \| \| \| \| \| \| \| \| \| \| \| \| \| \| \| \| \| \| \| \| \| \| \| \| \| \| \| \| \| \| \| \| \| \| \| \| \| 21. María de Cleves \| \| \| \| \| \| \| \| \| \| \| \| \| \| \| \| \| \| \| \| \| \| \| \| \| \| \| \| \| \| \| \| \| \| \| \| \| \| \| \| \| \| \| \| \| \| \| \| \| \| \| \| \| \| 5. Claudia de Francia \| \| \| \| \| \| \| \| \| \| \| \| \| \| \| \| \| \| \| \| \| \| \| \| \| \| \| \| \| \| \| \| \| \| \| \| \| \| \| \| \| \| \| \| \| \| \| \| \| \| \| \| \| \| 22. Francisco II de Bretaña \| \| \| \| \| \| \| \| \| \| \| \| \| \| \| \| \| \| \| \| \| \| \| \| \| \| \| \| \| \| \| \| \| \| \| \| \| \| \| \| \| \| \| \| \| \| \| \| \| \| \| \| \| \| 11. Ana de Bretaña \| \| \| \| \| \| \| \| \| \| \| \| \| \| \| \| \| \| \| \| \| \| \| \| \| \| \| \| \| \| \| \| \| \| \| \| \| \| \| \| \| \| \| \| \| \| \| \| \| \| \| \| \| \| 23. Margarita de Foix \| \| \| \| \| \| \| \| \| \| \| \| \| \| \| \| \| \| \| \| \| \| \| \| \| \| \| \| \| \| \| \| \| \| \| \| \| \| \| \| \| \| \| \| \| \| \| \| \| \| \| \| \| \| Isabel de Valois \| \| \| \| \| \| \| \| \| \| \| \| \| \| \| \| \| \| \| \| \| \| \| \| \| \| \| \| \| \| \| \| \| \| \| \| \| \| \| \| \| \| \| \| \| \| \| \| \| \| \| \| \| \| 24. Lorenzo de Médici \| \| \| \| \| \| \| \| \| \| \| \| \| \| \| \| \| \| \| \| \| \| \| \| \| \| \| \| \| \| \| \| \| \| \| \| \| \| \| \| \| \| \| \| \| \| \| \| \| \| \| \| \| \| 12. Pedro II de Médici \| \| \| \| \| \| \| \| \| \| \| \| \| \| \| \| \| \| \| \| \| \| \| \| \| \| \| \| \| \| \| \| \| \| \| \| \| \| \| \| \| \| \| \| \| \| \| \| \| \| \| \| \| \| 25. Clarisa Orsini \| \| \| \| \| \| \| \| \| \| \| \| \| \| \| \| \| \| \| \| \| \| \| \| \| \| \| \| \| \| \| \| \| \| \| \| \| \| \| \| \| \| \| \| \| \| \| \| \| \| \| \| \| \| 6. Lorenzo II de Médici \| \| \| \| \| \| \| \| \| \| \| \| \| \| \| \| \| \| \| \| \| \| \| \| \| \| \| \| \| \| \| \| \| \| \| \| \| \| \| \| \| \| \| \| \| \| \| \| \| \| \| \| \| \| 26. Roberto Orsini \| \| \| \| \| \| \| \| \| \| \| \| \| \| \| \| \| \| \| \| \| \| \| \| \| \| \| \| \| \| \| \| \| \| \| \| \| \| \| \| \| \| \| \| \| \| \| \| \| \| \| \| \| \| 13. Alfonsina Orsini \| \| \| \| \| \| \| \| \| \| \| \| \| \| \| \| \| \| \| \| \| \| \| \| \| \| \| \| \| \| \| \| \| \| \| \| \| \| \| \| \| \| \| \| \| \| \| \| \| \| \| \| \| \| 27. Catalina Sanseverino \| \| \| \| \| \| \| \| \| \| \| \| \| \| \| \| \| \| \| \| \| \| \| \| \| \| \| \| \| \| \| \| \| \| \| \| \| \| \| \| \| \| \| \| \| \| \| \| \| \| \| \| \| \| 3. Catalina de Médici \| \| \| \| \| \| \| \| \| \| \| \| \| \| \| \| \| \| \| \| \| \| \| \| \| \| \| \| \| \| \| \| \| \| \| \| \| \| \| \| \| \| \| \| \| \| \| \| \| \| \| \| \| \| 28. Bertrand VI de La Tour de Auvernia \| \| \| \| \| \| \| \| \| \| \| \| \| \| \| \| \| \| \| \| \| \| \| \| \| \| \| \| \| \| \| \| \| \| \| \| \| \| \| \| \| \| \| \| \| \| \| \| \| \| \| \| \| \| 14. Juan IV, conde de Auvernia \| \| \| \| \| \| \| \| \| \| \| \| \| \| \| \| \| \| \| \| \| \| \| \| \| \| \| \| \| \| \| \| \| \| \| \| \| \| \| \| \| \| \| \| \| \| \| \| \| \| \| \| \| \| 29. Louise de La Trémoille \| \| \| \| \| \| \| \| \| \| \| \| \| \| \| \| \| \| \| \| \| \| \| \| \| \| \| \| \| \| \| \| \| \| \| \| \| \| \| \| \| \| \| \| \| \| \| \| \| \| \| \| \| \| 7. Magdalena de la Tour de Auvernia \| \| \| \| \| \| \| \| \| \| \| \| \| \| \| \| \| \| \| \| \| \| \| \| \| \| \| \| \| \| \| \| \| \| \| \| \| \| \| \| \| \| \| \| \| \| \| \| \| \| \| \| \| \| 30. Juan VIII de Vendôme \| \| \| \| \| \| \| \| \| \| \| \| \| \| \| \| \| \| \| \| \| \| \| \| \| \| \| \| \| \| \| \| \| \| \| \| \| \| \| \| \| \| \| \| \| \| \| \| \| \| \| \| \| \| 15. Juana de Bourbon-Vendome \| \| \| \| \| \| \| \| \| \| \| \| \| \| \| \| \| \| \| \| \| \| \| \| \| \| \| \| \| \| \| \| \| \| \| \| \| \| \| \| \| \| \| \| \| \| \| \| \| \| \| \| \| \| 31. Isabelle de La Roche-sur-Yon \| \| \| \| \| \| \| \| \| \| \| \| \| \| \| \| \| \| \| \| \| \| \| \| \| \| \| \| \| \| \| \| \| \| \| \| \| \| \| \| \| \| \| \| \| \| \| \| \| \| \| \| |                                        |  |  |  |  |  |  |  |  |  |  |  |  |  |  |  |
| |                                        |  |  |  |  |  |  |  |  |  |  |  |  |  |  |  |
| | 16. Juan de Orleans                    |  |  |  |  |  |  |  |  |  |  |  |  |  |  |  |
| |                                        |  |  |  |  |  |  |  |  |  |  |  |  |  |  |  |
| |                                        |  |  |  |  |  |  |  |  |  |  |  |  |  |  |  |
| | 8. Carlos de Orleans                   |  |  |  |  |  |  |  |  |  |  |  |  |  |  |  |
| |                                        |  |  |  |  |  |  |  |  |  |  |  |  |  |  |  |
| |                                        |  |  |  |  |  |  |  |  |  |  |  |  |  |  |  |
| | 17. Margarita de Rohan                 |  |  |  |  |  |  |  |  |  |  |  |  |  |  |  |
| |                                        |  |  |  |  |  |  |  |  |  |  |  |  |  |  |  |
| |                                        |  |  |  |  |  |  |  |  |  |  |  |  |  |  |  |
| | 4. Francisco I de Francia              |  |  |  |  |  |  |  |  |  |  |  |  |  |  |  |
| |                                        |  |  |  |  |  |  |  |  |  |  |  |  |  |  |  |
| |                                        |  |  |  |  |  |  |  |  |  |  |  |  |  |  |  |
| | 18. Felipe II de Saboya                |  |  |  |  |  |  |  |  |  |  |  |  |  |  |  |
| |                                        |  |  |  |  |  |  |  |  |  |  |  |  |  |  |  |
| |                                        |  |  |  |  |  |  |  |  |  |  |  |  |  |  |  |
| | 9. Luisa de Saboya                     |  |  |  |  |  |  |  |  |  |  |  |  |  |  |  |
| |                                        |  |  |  |  |  |  |  |  |  |  |  |  |  |  |  |
| |                                        |  |  |  |  |  |  |  |  |  |  |  |  |  |  |  |
| | 19. Margarita de Borbón                |  |  |  |  |  |  |  |  |  |  |  |  |  |  |  |
| |                                        |  |  |  |  |  |  |  |  |  |  |  |  |  |  |  |
| |                                        |  |  |  |  |  |  |  |  |  |  |  |  |  |  |  |
| | 2. Enrique II de Francia               |  |  |  |  |  |  |  |  |  |  |  |  |  |  |  |
| |                                        |  |  |  |  |  |  |  |  |  |  |  |  |  |  |  |
| |                                        |  |  |  |  |  |  |  |  |  |  |  |  |  |  |  |
| | 20. Carlos I de Orleans                |  |  |  |  |  |  |  |  |  |  |  |  |  |  |  |
| |                                        |  |  |  |  |  |  |  |  |  |  |  |  |  |  |  |
| |                                        |  |  |  |  |  |  |  |  |  |  |  |  |  |  |  |
| | 10. Luis XII de Francia                |  |  |  |  |  |  |  |  |  |  |  |  |  |  |  |
| |                                        |  |  |  |  |  |  |  |  |  |  |  |  |  |  |  |
| |                                        |  |  |  |  |  |  |  |  |  |  |  |  |  |  |  |
| | 21. María de Cleves                    |  |  |  |  |  |  |  |  |  |  |  |  |  |  |  |
| |                                        |  |  |  |  |  |  |  |  |  |  |  |  |  |  |  |
| |                                        |  |  |  |  |  |  |  |  |  |  |  |  |  |  |  |
| | 5. Claudia de Francia                  |  |  |  |  |  |  |  |  |  |  |  |  |  |  |  |
| |                                        |  |  |  |  |  |  |  |  |  |  |  |  |  |  |  |
| |                                        |  |  |  |  |  |  |  |  |  |  |  |  |  |  |  |
| | 22. Francisco II de Bretaña            |  |  |  |  |  |  |  |  |  |  |  |  |  |  |  |
| |                                        |  |  |  |  |  |  |  |  |  |  |  |  |  |  |  |
| |                                        |  |  |  |  |  |  |  |  |  |  |  |  |  |  |  |
| | 11. Ana de Bretaña                     |  |  |  |  |  |  |  |  |  |  |  |  |  |  |  |
| |                                        |  |  |  |  |  |  |  |  |  |  |  |  |  |  |  |
| |                                        |  |  |  |  |  |  |  |  |  |  |  |  |  |  |  |
| | 23. Margarita de Foix                  |  |  |  |  |  |  |  |  |  |  |  |  |  |  |  |
| |                                        |  |  |  |  |  |  |  |  |  |  |  |  |  |  |  |
| |                                        |  |  |  |  |  |  |  |  |  |  |  |  |  |  |  |
| | Isabel de Valois                       |  |  |  |  |  |  |  |  |  |  |  |  |  |  |  |
| |                                        |  |  |  |  |  |  |  |  |  |  |  |  |  |  |  |
| |                                        |  |  |  |  |  |  |  |  |  |  |  |  |  |  |  |
| | 24. Lorenzo de Médici                  |  |  |  |  |  |  |  |  |  |  |  |  |  |  |  |
| |                                        |  |  |  |  |  |  |  |  |  |  |  |  |  |  |  |
| |                                        |  |  |  |  |  |  |  |  |  |  |  |  |  |  |  |
| | 12. Pedro II de Médici                 |  |  |  |  |  |  |  |  |  |  |  |  |  |  |  |
| |                                        |  |  |  |  |  |  |  |  |  |  |  |  |  |  |  |
| |                                        |  |  |  |  |  |  |  |  |  |  |  |  |  |  |  |
| | 25. Clarisa Orsini                     |  |  |  |  |  |  |  |  |  |  |  |  |  |  |  |
| |                                        |  |  |  |  |  |  |  |  |  |  |  |  |  |  |  |
| |                                        |  |  |  |  |  |  |  |  |  |  |  |  |  |  |  |
| | 6. Lorenzo II de Médici                |  |  |  |  |  |  |  |  |  |  |  |  |  |  |  |
| |                                        |  |  |  |  |  |  |  |  |  |  |  |  |  |  |  |
| |                                        |  |  |  |  |  |  |  |  |  |  |  |  |  |  |  |
| | 26. Roberto Orsini                     |  |  |  |  |  |  |  |  |  |  |  |  |  |  |  |
| |                                        |  |  |  |  |  |  |  |  |  |  |  |  |  |  |  |
| |                                        |  |  |  |  |  |  |  |  |  |  |  |  |  |  |  |
| | 13. Alfonsina Orsini                   |  |  |  |  |  |  |  |  |  |  |  |  |  |  |  |
| |                                        |  |  |  |  |  |  |  |  |  |  |  |  |  |  |  |
| |                                        |  |  |  |  |  |  |  |  |  |  |  |  |  |  |  |
| | 27. Catalina Sanseverino               |  |  |  |  |  |  |  |  |  |  |  |  |  |  |  |
| |                                        |  |  |  |  |  |  |  |  |  |  |  |  |  |  |  |
| |                                        |  |  |  |  |  |  |  |  |  |  |  |  |  |  |  |
| | 3. Catalina de Médici                  |  |  |  |  |  |  |  |  |  |  |  |  |  |  |  |
| |                                        |  |  |  |  |  |  |  |  |  |  |  |  |  |  |  |
| |                                        |  |  |  |  |  |  |  |  |  |  |  |  |  |  |  |
| | 28. Bertrand VI de La Tour de Auvernia |  |  |  |  |  |  |  |  |  |  |  |  |  |  |  |
| |                                        |  |  |  |  |  |  |  |  |  |  |  |  |  |  |  |
| |                                        |  |  |  |  |  |  |  |  |  |  |  |  |  |  |  |
| | 14. Juan IV, conde de Auvernia         |  |  |  |  |  |  |  |  |  |  |  |  |  |  |  |
| |                                        |  |  |  |  |  |  |  |  |  |  |  |  |  |  |  |
| |                                        |  |  |  |  |  |  |  |  |  |  |  |  |  |  |  |
| | 29. Louise de La Trémoille             |  |  |  |  |  |  |  |  |  |  |  |  |  |  |  |
| |                                        |  |  |  |  |  |  |  |  |  |  |  |  |  |  |  |
| |                                        |  |  |  |  |  |  |  |  |  |  |  |  |  |  |  |
| | 7. Magdalena de la Tour de Auvernia    |  |  |  |  |  |  |  |  |  |  |  |  |  |  |  |
| |                                        |  |  |  |  |  |  |  |  |  |  |  |  |  |  |  |
| |                                        |  |  |  |  |  |  |  |  |  |  |  |  |  |  |  |
| | 30. Juan VIII de Vendôme               |  |  |  |  |  |  |  |  |  |  |  |  |  |  |  |
| |                                        |  |  |  |  |  |  |  |  |  |  |  |  |  |  |  |
| |                                        |  |  |  |  |  |  |  |  |  |  |  |  |  |  |  |
| | 15. Juana de Bourbon-Vendome           |  |  |  |  |  |  |  |  |  |  |  |  |  |  |  |
| |                                        |  |  |  |  |  |  |  |  |  |  |  |  |  |  |  |
| |                                        |  |  |  |  |  |  |  |  |  |  |  |  |  |  |  |
| | 31. Isabelle de La Roche-sur-Yon       |  |  |  |  |  |  |  |  |  |  |  |  |  |  |  |
| |                                        |  |  |  |  |  |  |  |  |  |  |  |  |  |  |  |
| |                                        |  |  |  |  |  |  |  |  |  |  |  |  |  |  |  |

## Descendencia

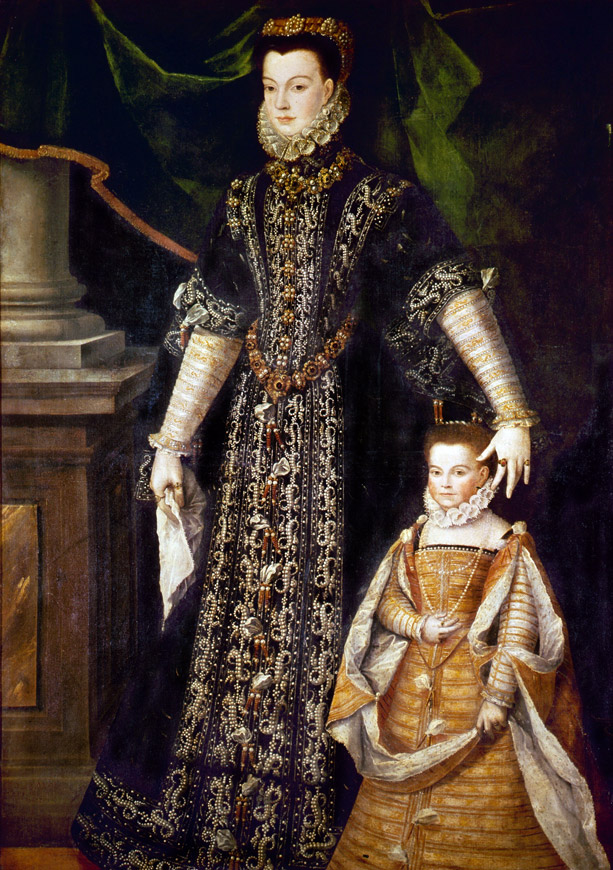
La Reina Isabel con su hija Isabel Clara Eugenia. Bautizada «el primero por la madre (Isabel de Valois), el segundo por el día del nacimiento, y el tercero por devoción a S. Eugenio».

En mayo de 1564 se anunció el primer embarazo de la reina. Los médicos prescribieron las habituales tisanas, oraciones, amuletos, y sangrías que en realidad la debilitaron. Tres meses después, Isabel abortó un par de gemelas. Los galenos españoles dieron por perdida a su paciente, pero la insistencia de un médico italiano que la purgó, consiguió salvarle la vida a Isabel. Parece que mientras ocurrían estos desgraciados sucesos, Felipe continuaba con sus amoríos. Sin embargo, hizo acto de contrición y resolvió mantenerse fiel a su esposa, considerándose que la amó profundamente.   
El delicado estado de salud de la reina continúa y los médicos recomiendan baños, pero Isabel se opone debido al gran pudor que manifiesta a que alguien contemplara su desnudez, ni siquiera sus propias doncellas. Ante la tardanza de un nuevo embarazo, la reina mandó llevar a Madrid los restos de San Eugenio, primer obispo de París y mártir. Ya fuera por ayuda divina o por las leyes de la naturaleza, más tarde dio a luz a la infanta Isabel Clara Eugenia de España, el 12 de agosto de 1566. Felipe II estuvo encantado con el nacimiento de la niña, y sería su hija predilecta. El embajador francés, cuenta que “Felipe se portó muy bien, como el mejor y más cariñoso marido que pudiera desear, puesto que en la noche del parto estuvo cogiéndole todo el tiempo la mano, y dándole valor lo mejor que podía y sabía”. Isabel Clara Eugenia sería, sin duda, la niña de los ojos de Felipe, sirviéndole durante su vejez como bastón físico y espiritual, participando con éxito en los asuntos del gobierno. Su padre apostó por ella como reina de Francia pero, tras el fallido propósito, se casó con el archiduque Alberto, recibiendo en herencia el gobierno y la propiedad de los Países Bajos.  

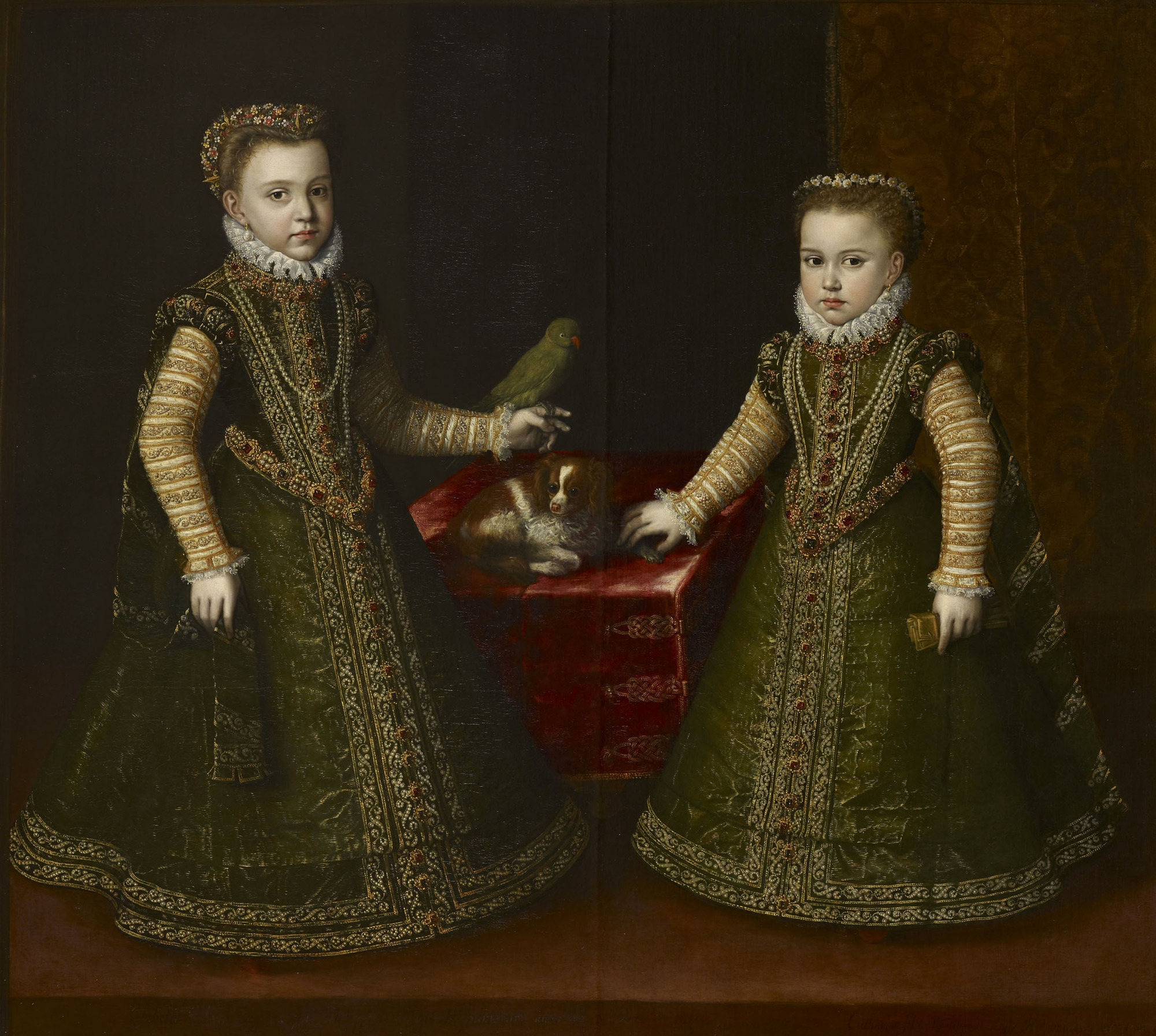
Las infantas Isabel Clara Eugenia y su hermana menor, Catalina Micaela. Retrato de 1570.

Al poco tiempo, Isabel volvió a quedarse embarazada, y el 10 de octubre de 1567, daría a luz a Catalina Micaela de España (Catalina en recuerdo de su abuela materna y Micaela por haber venido al mundo en la octava de San Miguel). La infanta Catalina Micaela contraerá matrimonio con el duque de Saboya, dando a Felipe los únicos nietos de los que tendrá noticia, ya que nunca tendrá la oportunidad de conocerlos. Ante el nacimiento de otra niña, hubo una gran desilusión en la corte, por lo que Isabel se deprimió. Aunque estaba contenta por el nacimiento de su pequeña, deseaba complacer a su esposo con un varón que pudiera heredar el trono español. Pronto resurgieron las esperanzas de un heredero, pues la reina era joven y podría tener más hijos.  
El tema de la descendencia le preocupó mucho a Isabel de Valois, ya que era consciente de que era uno de los principales objetivos de ella como reina de España, tener descendencia y que fuese masculina. Pese a esto, Felipe e Isabel estaban muy cerca de sus dos hijas comprándoles mermeladas, muñecas, juguetes y más. Se dice que 'ambos se regocijaron por el nacimiento de Isabel como si hubiera sido el nacimiento de un hijo'.
Isabel de Valois y el rey Felipe II de España tuvieron cinco hijas:
- Dos niñas gemelas (agosto de 1564), aborto espontáneo.
- Isabel Clara Eugenia (12 de agosto de 1566-1 de diciembre de 1633), casada con su primo hermano, el archiduque Alberto de Austria.
- Catalina Micaela (10 de octubre de 1567-6 de noviembre de 1597), casada con Carlos Manuel I, duque de Saboya.
- Juana (3 de octubre de 1568), nacida prematura, murió a la hora y media de nacer.

## Muerte
En 1568, la salud de la reina se resintió. Un nuevo embarazo provocó en ella vómitos, vértigos, mareos más fuertes de lo usual que trataron de ser aliviados por los médicos de la corte de nuevo con sangrías. El 3 de octubre de ese mismo año sufrió el parto prematuro de una niña de cinco meses de gestación, que vivió hora y media. Se le administró el bautismo y recibió el nombre de Juana.  Isabel, anticipando su muerte, tenía el pesar de no haber dado un hijo varón a su esposo y dejar a sus pequeñas hijas a las que adoraba. Pidió que trajesen a su habitación a las pequeñas infantas, porque las quería ver. Pudo despedirse de sus hijas y de su esposo, quien estuvo a su lado en todo momento.
Los médicos pensaron que con la expulsión del feto la salud de la reina mejoraría, pero se equivocaron, ya que solo unas horas después del aborto, Isabel de Valois falleció a los 23 años. Isabel habría sufrido una pielonefritis gravídica, que los médicos de la época no supieron diagnosticar ni tratar. Según los enemigos de Felipe, su muerte fue consecuencia de los presuntos amores entre Isabel y el príncipe don Carlos, que había fallecido tres meses antes. 

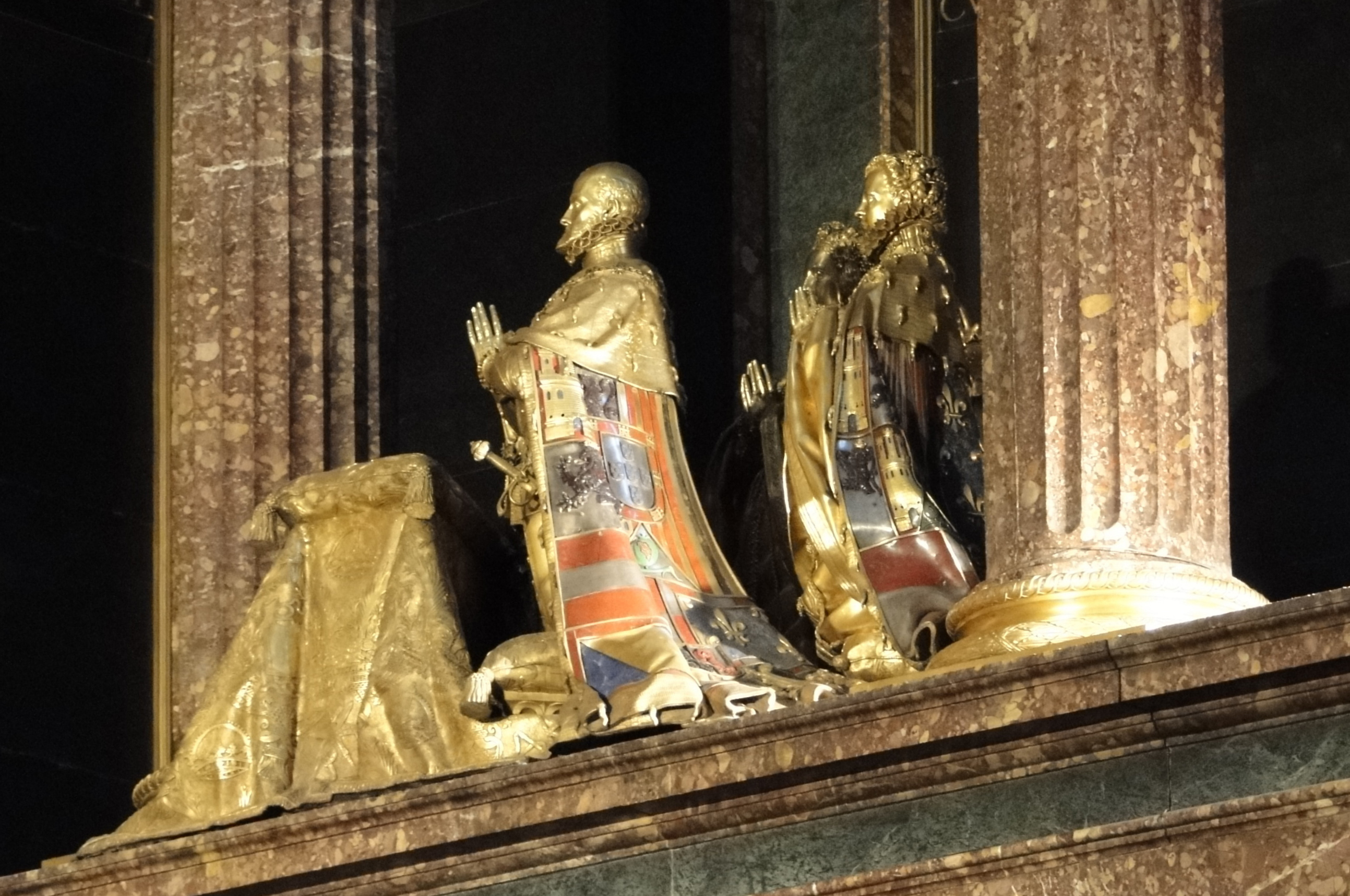
Monasterio El escorial donde de aprecia a Felipe II e Isabel de Valois

Se dice que a Felipe II solo se lo vio llorar una vez en su vida, durante el funeral de su esposa Isabel. Los restos de la joven reina fueron amortajados con hábito franciscano e inhumados en el monasterio de las Descalzas Reales, para ser trasladado en 1572 al Panteón de los Infantes de la Cripta Real del Monasterio de El Escorial, no junto a su esposo y otras reinas, pues no llegó a ser la madre de un rey de España. Expuesto el cuerpo hasta el día siguiente, fue metido junto con el de la infantita Juana y llevado a la capilla del Alcázar. 
Felipe II vistió de luto riguroso el resto de su vida y tan solo la falta de un heredero varón, lo empujó a contraer matrimonio nuevamente. Se dice que su carácter cambio profundamente siendo más reservado y melancólico. Ante la muerte de Isabel, su madre Catalina, le ofreció a su hija menor Margarita, como novia. Felipe rechazó la oferta. En su lugar, se casó en cuartas nupcias con su sobrina, la archiduquesa Ana de Austria (1549-1580), el 14 de noviembre de 1570. Se considera que,  Felipe vio en María Manuela de Portugal, la aventura; en María Tudor, la razón de Estado; en Isabel de Valois, el amor; y en Ana de Austria la necesidad de un heredero.

## Promoción artística
Isabel desarrolló una relación estrecha con Sofonisba Anguissola, pintora de la corte y dama de la reina, quien no sólo se encargó de instruirla en el arte de la pintura; también realizó cantidad de retratos de los miembros de la familia real y varios de la propia reina. Las cualidades de la artista reemplazaban el hecho de que no perteneciese a la alta nobleza como el resto de las damas de la reina, junto a la que se mantuvo hasta su muerte en 1568. 
Su relación en parte se refleja en las cuentas de la reina, donde se menciona una habitación independiente de la del resto de las damas, ubicado sobre los aposentos de la reina. Probablemente se tratase de un pequeño taller en el que pintar, aparte del dormitorio compartido.
El Museo del Prado conserva dos de los retratos realizados por la artista que representan a la reina. El primero de ellos representa a la reina de cuerpo entero junto a una columna y una miniatura de su esposo Felipe II. Este retrato se vincula directamente con un acontecimiento al que Sofonisba acudió como acompañante de la reina: la entrevista de esta, en nombre de Felipe II, con su madre y su hermano Carlos IX, rey de Francia. El segundo retrato atribuido a Juan Pantoja de la Cruz, hacia 1605, se trata de una copia del original realizado por Sofonisba, probablemente para ser expuesto en la galería de la dinastía del Palacio del Prado que se perdió en el incendio de 1604, hecho por el cual era necesaria una versión.

## En la ficción
Isabel de Valois es un personaje central en la obra de Thomas Otway, Don Carlos, en la obra de Schiller del mismo nombre, en la ópera de Verdi adaptada de la obra de Schiller, también titulada Don Carlos, y en varias otras óperas menos conocidas; La versión de Antonio Buzzolla de 1850, en realidad se llama "Elisabetta di Valois". Todos estos trabajos implican un presunto romance trágico entre Isabel y Carlos, sugiriendo que estaban realmente enamorados el uno del otro cuando ella se vio obligada a romper su compromiso con Carlos y casarse con su padre Felipe.
En la novela de Madame de La Fayette, La princesa de Cleves, el matrimonio de Isabel con Felipe II es la ocasión para los juegos de boda en los que muere su padre Enrique II; su papel es breve pero afecta sustancialmente el arco narrativo de la novela. Isabel es interpretada por Caoimhe O'Malley (en el Piloto) del programa de CW, Reign y luego por Anastasia Phillips, en la cuarta temporada de la serie. 
Es también un personaje principal en The Creation of Eve, una novela de Lynn Cullen, basada en la historia de Sofonisba Anguissola, la primera artista femenina de renombre del Renacimiento italiano. En la novela, Sofonisba es la tutora de pintura y la principal dama de honor de la joven reina Isabel.